# Zorzines hepatica
Zorzines hepatica är en fjärilsart som beskrevs av Inoue 1987. Zorzines hepatica ingår i släktet Zorzines och familjen nattflyn. Inga underarter finns listade i Catalogue of Life.